# حمض صفراوي
الحمض الصفراوي أو الأحماض الصفراوية أو الحموض الصفراوية أو أملاح الصفراء هي أحماض ستيرويدية توجد غالبا في صفراء الثدييات وغيرها من الفقريات. يمكن للكبد إنتاج أنواع مختلفة من أحماض الصفراء ذات تراكيب جزيئية مختلفة وتختلف حسب نوع الكائن. ترتبط أحماض الصفراء بالتورين أو الغليسين في الكبد لتكوين أملاح الصفراء.

## أنواع أحماض الصفراء
- أحماض الصفراء الأولية، وهي التي ينتجها الكبد.
- أحماض الصفراء الثانوية، وهي التي تنتج بسبب تأثير البكتيريا في القولون.

في الإنسان، تعد مركبات حمض التوروكوليك وحمض الغليكوكوليك (المشتقان من حمض الكوليك) وحمض التوروكينوديوكسي كوليك وحمض الغليكوكينوديوكسي كوليك (المشتقان من حمض الكينوديوكسي كوليك) هي أملاح الصفراء الرئيسية في الصفراء، وتوجد تقريبا بتراكيز متساوية. كما توجد أملاح حمض الديوكسي كوليك وحمض الليثوكوليك مع مشتقات حمض الكوليك. وهذه الأحماض تشكل حوالي 90٪ من أحماض الصفراء في الإنسان.
تشكل أحماض الصفراء حوالي 80٪ من الصفراء في الإنسان. ومن أبرز المواد الأخرى الدهون الفوسفورية والكولسترول.

## الوظيفة
زيادة إنتاج أحماض الصفراء يودي إلى زيادة جريان الصفراء. الوظيفة الرئيسية لأحماض الصفراء هي هضم الدهون عن طريق التأثير السطحي مما يحولها إلى مستحلبات عن طريق تحويلها إلى مذيلات تتعلق بشكل غروي في الكيموس قبل أن تمر بمراحل الهضم الأخرى.
كما لها تأثير هرموني من خصوصا عن طريق مستقبل الحمض الصفراوي (بالإنجليزية: bile acid receptor أو farnesoid X receptor)‏ ومستقبل GPBAR1.

## المركبات

المركبات الرئيسية في حمض الصفراء
حمض الكوليك
حمض الغليكوكوليك
حمض التوروكوليك
حمض الديوكسي كوليك
حمض الكينوديوكسي كوليك
حمض الغليكوكينوديوكسي كوليك
حمض التوروكينوديوكسي كوليك
حمض الليثوكوليك